# Рефухіо (округ, Техас)
Шаблон:StateAbbr_ 28°19′ пн. ш. 97°10′ зх. д. / 28.32° пн. ш. 97.17° зх. д.
Округ  Рефухіо (англ. Refugio County, МФА: /reˈfuxi.o/, інші варіанти вимови Реф'юріо, МФА:/ rəˈfjʊəri.oʊ/, Реф'юджіо) — округ (графство) у штаті  Техас, США. Ідентифікатор округу 48391. Варіант вимови Рефухіо традиційний іспанський, Реф'юріо - місцевий, Реф'юджіо вживають інші жителі США, які не знають, як правильно вимовити назву.

## Історія
Округ утворений 1837 року.

## Демографія
За даними перепису 2000 року загальне населення округу становило 7828 осіб, зокрема міського населення було 3053, а сільського — 4775. Серед мешканців округу чоловіків було 3831, а жінок — 3997. В окрузі було 2985 домогосподарств, 2175 родин, які мешкали в 3669 будинках. Середній розмір родини становив 3,07.
Віковий розподіл населення поданий у таблиці:
| Стать    | До 15 років | 15-21 | 22-29 | 30-39 | 40-49 | 50-65 | 65-85 | Понад 85 |
| -------- | ----------- | ----- | ----- | ----- | ----- | ----- | ----- | -------- |
| Чоловіки | 862         | 380   | 299   | 524   | 558   | 663   | 499   | 46       |
| Жінки    | 796         | 391   | 290   | 530   | 533   | 701   | 628   | 128      |

## Суміжні округи
- Вікторія — північ
- Калгун — північний схід
- Аранзас — південний схід
- Сан-Патрисіо — південь
- Бі — захід
- Голіад — північний захід

## Виноски
1. ↑  U.S. Decennial Census. United States Census Bureau. Процитовано 9 травня 2015.
2. ↑  Texas Almanac: Population History of Counties from 1850–2010 (PDF). Texas Almanac. Процитовано 9 травня 2015.
3. ↑  State & County QuickFacts. United States Census Bureau. Архів оригіналу за 18 жовтня 2011. Процитовано 23 грудня 2013.(англ.) Наведено за англійською вікіпедією.
4. ↑  American FactFinder. Бюро перепису населення США. Архів оригіналу за 26 лютого 2012. Процитовано 31 січня 2008.

| США | Це незавершена стаття з географії США. Ви можете допомогти проєкту, виправивши або дописавши її. |